# Książęta Teodoro
Książęta Teodoro – greccy (bizantyńscy) władcy państwa Teodoro istniejącego w południowo-zachodniej części Krymu. Inna nazwa państwa to Gothia (Γοτθία).
Stolicą księstwa był Mangup. Pochodzenie dynastii panującej w księstwie do dzisiaj nie zostało należycie wyjaśnione. Na ten temat istnieją dwie hipotezy. Według pierwszej dynastia została założona przez uchodźców z Trapezuntu, przedstawicieli możnego rodu bizantyńskiego ormiańskiego pochodzenia – Gabrasów (Gawrasów) (grec. Γαβρᾶς). Przypuszcza się, że w XII wieku zostali zesłani do Chersonezu na Krymie za udział w spisku przeciw cesarzowi. Po jakimś czasie udało im się opanować tron w Mangupie. Druga teoria tłumaczy pochodzenie dynastii mangupskiej układem małżeńskim pomiędzy  jakimś miejscowym arystokratą a przedstawicielką jednego z możnych rodów bizantyńskich epoki Paleologów, najprawdopodobniej Cymbalakonów lub Asenów. Pomiędzy władcami Teodoro a cesarzami Trapezuntu istniały ścisłe powiązania polityczne, religijne i małżeńskie.

## Dynastia Gabrasów
- Demetriusz Gabras ok. 1362–1368
- Basilios Gabras
- Stefan Gabras ?–1402 (syn Basiliosa)
- Aleksy I Gabras 1402–1434 (syn Stefana)
- Aleksy II Gabras 1434–1444 (syn Aleksego I)
- Jan Gabras 1444–1460 (syn Aleksego I)
- ?  1460-1471
- Izaak Gabras 1471–1474 (syn Aleksego I)
- Aleksander Gabras 1474– grudzień 1475 (syn Aleksego II)